# Vluchtoord Uden
Vluchtoord Uden was een Nederlandse opvanglocatie voor Belgische vluchtelingen, die in februari 1915 in gebruik genomen werd in de Noord-Brabantse plaats Uden. In het vluchtelingenkamp woonden Belgen die het oorlogsgeweld in hun land ontvlucht waren tijdens de Eerste Wereldoorlog, tussen 1914 en 1918. Op de plaats waar ooit het vluchtoord gestaan heeft, gedenkt een monument aan deze bijzondere periode.
De buurt Vluchtoord is tegenwoordig een bedrijventerrein van de gemeente Maashorst.

## Organisatie
Het Vluchtoord te Uden was geen concentratiekamp, maar een gewoon dorp waar de bewoners zich thuis moesten voelen in hun dorp. Deze gemeente had een uitgesproken Belgisch karakter, maar aan het hoofd van het kamp stond de regeringscommissaris, als vertegenwoordiger van de Nederlandse regering. De dagelijkse leiding was in handen van een ambtenaar die men de 'burgemeester' noemde. De registratie van de vluchtelingen werd opgedragen aan een soort van ambtenaar van de burgerlijke stand, verder was er een verplegingsdienst, een kledingdienst, een medisch-hygiënische dienst, een dienst voor het onderwijs en de volksontwikkeling, de godsdienstige verzorging en de dienst van de werkverschaffing.
Vóór de ingebruikname van Vluchtoord Uden verbleven de vluchtelingen met name in tijdelijke kampen en doorgangshuizen, onder andere te Baarle-Grens, Vlissingen, Hulst en Bergen op Zoom, en het kamp te Hontenisse, dat vooral heeft gediend voor het tijdelijk opnemen van vluchtelingen die naar Zeeuws-Vlaanderen of West-Brabant kwamen.